# Video mapping

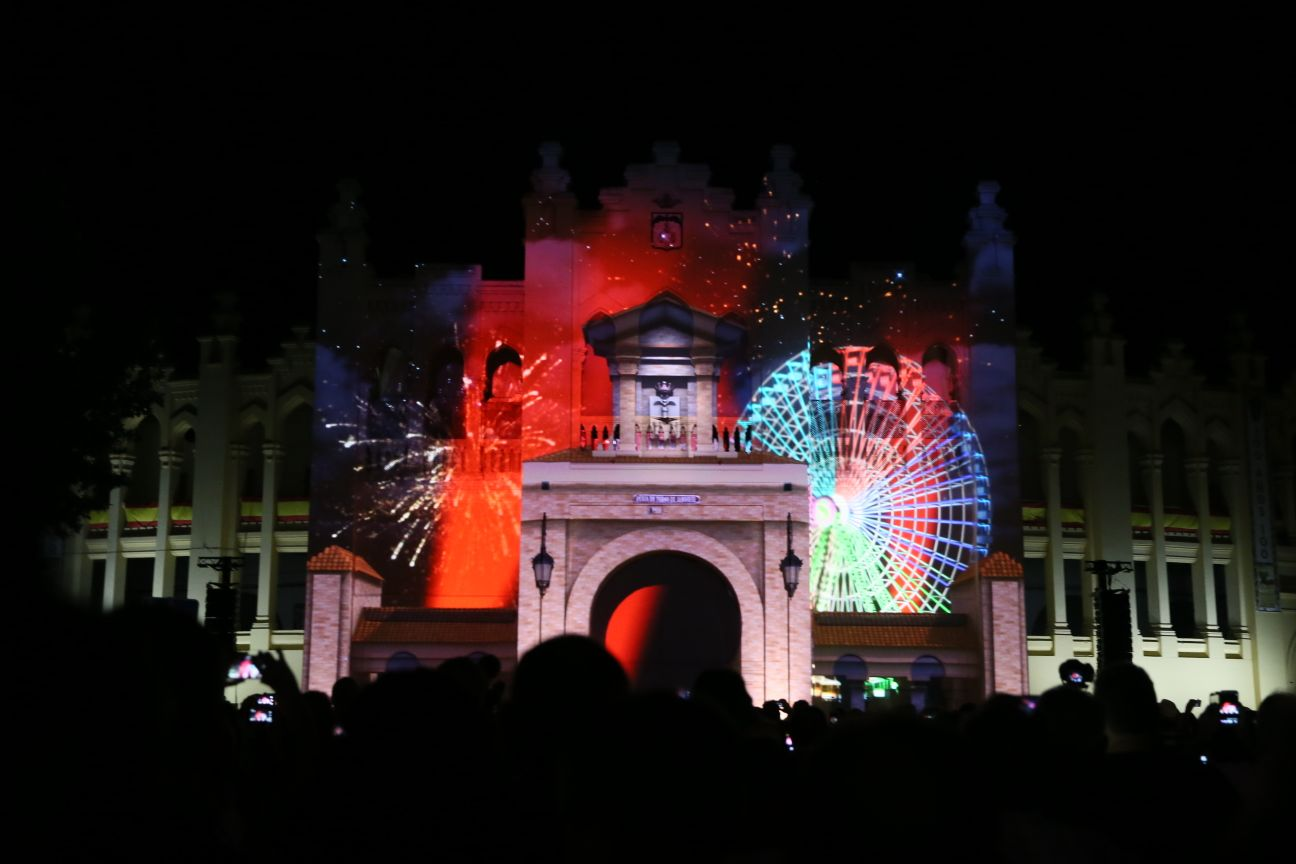
Ejemplo de vídeo mapping sobre la plaza de toros de Albacete, España

El video mapping o vídeo mapping es la utilización de proyectores de vídeo para desplegar una animación o imágenes sobre superficies reales consiguiendo un efecto artístico y fuera de lo común. Está basado en los movimientos que crea la animación (2D y 3D) sobre dicha superficie. El mapping más habitual es el que vemos sobre los edificios monumentales acompañados de sonidos para efectuar un mayor espectáculo. De esta forma se permite una interacción con el público y se crea una relación entre el arte, la tecnología y la sociedad. Estas son características primordiales en el arte contemporáneo.

## Historia y antecedentes
La proyección en el video mapping tiene su origen de las famosas representaciones de las sombras chinas, que comenzaron a utilizarse en el mundo del teatro de la dinastía Han (206-220 a. C.). No pretendían precisamente adaptarse sobre las superficies reales y deformarlas para que se viera otro efecto audiovisual sobre él, pero se podría decir que es el antecedente primitivo de lo que hoy en día conocemos como el video mapping. Lo único en común que tiene éste antiguo arte y el moderno es el elemento básico de la luz. Sobre el siglo XVII las sombras chinas en el teatro se popularizó y llegó a la Europa occidental.

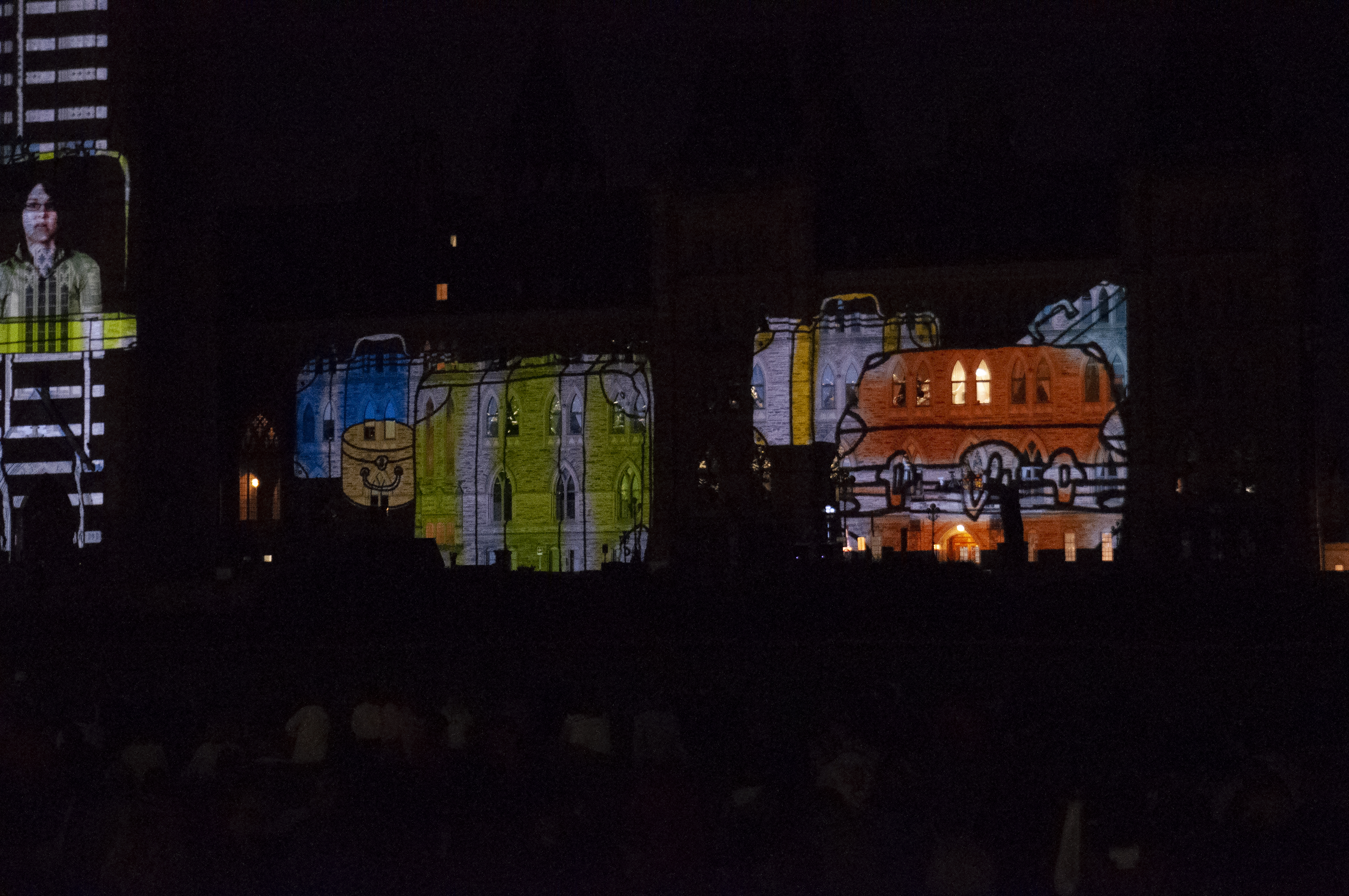
Vídeo mapping (arquitectónico) sobre el edificio del Parlamento de Canadá en Ottawa, por el aniversario de la nación.

El siguiente paso en la historia de mapping fue la famosa «linterna mágica», creada por Christiaan Huygens y Athanasius Kircher, quienes llevaron por primera vez un proyector de secuencia de imagen a la “gran” pantalla, teniendo un éxito inmediato a la segunda mitad del siglo XVII. Constaba previamente de la proyección de luz y recursos ópticos para crear las imágenes. En su inicio se popularizó entre la gente de clase alta, pero pronto se podían ver pequeñas proyecciones en las ferias donde siempre se intentaba innovar e impactar al público.
A finales del siglo XVII, se inventó la fantasmagoría, que consistía en un proyector más sofisticado compuesto por una mezcla distinta de linternas mágicas a las que se les añadieron ruedas, que mezclaban con proyectores frontales, retro proyecciones y proyecciones sobre elementos sólidos. Sobre el siglo XIX y los avances tecnológicos, las fuentes de luz, la incorporación de las fotografías de las placas de vidrio y mejoras de la óptica, se sofisticó el fantasmagoría.
El concepto nace en Estados Unidos en los años 70 del siglo XX y fue definido como una nueva conciencia que usa la tecnología de entornos multimedia por medio de pantallas múltiples, realidad virtual y performance. A fines del siglo XX, obras representativas como: Displacements (Michael Naimark, 1980-2005), Corps étranger (Mona Hatoum, 1994), Ebb y Please (Amy Jenkins, 1996), Man She She (Tony Oursler, 1997) y The homeless projection: a proposal for the city of New York (Krzysztof Wodiczko, 1986) marcan el punto en el que el video mapping se puede extender a todo tipo de campos y proyectos.

## Elementos

#### La luz
La luz es el elemento más importante en el mapping. Su uso es en el todo, con ello es posible ver y definir el espacio, los colores y las texturas de las animaciones proyectadas.
Por eso en el vídeo mapping se aplica la profundidad y la tridimensionalidad volumétrica que necesita la animación para crear la ilusión, principalmente  es en 3D. La base de este juego tiene en cuenta: la luz y la interacción con los elementos físicos sobre los cuales se proyecta.

#### La perspectiva
La perspectiva es una técnica de representación de vital importancia, ya que el artista juega con ella, la transforma en representación de la realidad. Se representan los elementos tal cual están en su forma física y luego se transforman hasta crear otra realidad, engañando así a los sentidos. Además la observación del vídeo mapping, en el efecto en 3D generado, se tiene que colocar desde un punto en concreto.
La ilusión de la tridimensionalidad se consiguen mediante el tamaño, la textura o la luminosidad que se le da a la creación, y afectan al modo en el que el espectador lo percibe. La perspectiva culturalmente se utiliza para ver el mundo en su tridimensionalidad o volumétrica.

#### El sonido
El sonido en el mapping es primordial si se quiere llegar a hacer mayor el efecto o impacto de la creación sobre la superficie. Aumenta los efectos perceptivos de las proyecciones del mapping. Los vídeo mapping que se encuentran dentro de las actuaciones musicales seguirán de manera sincronizada los pasos de los artistas, para así crear la atmósfera más idónea para que el espectador pueda sumergirse en la historia y sensaciones. Por lo tanto la música del artista marcará y guiará a los vídeos.
En el caso del campo de la escenografía, como una obra de teatro, normalmente el vídeo no tendrá música o sonidos para fomentar. En tal caso la proyección acompañará al resto de los elementos en el escenario y formará todo un conjunto global.
La música es un elemento fundamental que marca el ritmo y guía la atención del espectador. El uso del elemento sonoro se realiza a diferentes niveles, la banda sonora y los efectos especiales son recursos muy efectivos que ayudan a subrayar acciones en el vídeo como la caída de elementos o la construcción y deconstrucción de estructuras por ejemplo. De este modo, cuando una pared se cae, si va acompañada de efectos sonoros el impacto perceptivo se multiplica. Además el sonido es una pieza clave en la creación de un ambiente mágico.

## Tipologías
El mapping es una herramienta que se ha llegado a utilizar en muchos aspectos, tanto artísticos, como meramente comerciales.

### Mappingarquitectónico[6]
Mapping para proyectar en edificios y proporcionarle valor histórico o arquitectónico.
Este tipo de mapping es el más utilizado globalmente en grandes capitales, en eventos culturales como en la noche de blanca de Bilbao. Su propósito es embellecer temporalmente el valor arquitectónico de un edificio, relatando la historia del lugar o simplemente darle un toque fantástico a la arquitectura.

### Table mappingogastro mapping[8]
Mapping para mesas.
El table mapping permite proyectar sobre una mesa cualquier tipo de imágenes 3D teniendo en cuenta todos los elementos que hay en ella. Gracias a esta tecnología se puede cambiar el color, dar movimiento y vida a alimentos, platos y hasta a la propia mesa donde está el espectador.

### Mappingcorporativo
Mapping para presentación de productos, eventos de marca (branding) y/o campaña publicitaria. Los mapping corporativos son utilizados por las agencias de publicidad. Lo usan especialmente para lanzar un producto nuevo al mercado o marca. Los escenarios que suelen utilizar son grandes edificios para darle mayor visibilidad e impacto a la proyección. Últimamente los mini o micro mappings están revolucionando esta técnica ya que ofrecen formatos más pequeños y económicos.

### Mappingartístico
La opción alternativa y espectacular para escenografías de grandes obras de teatro, óperas y música en directo.
En el arte, como en la escenografía, ya están comenzando a introducir los vídeo mapping en sus obras, ya que se ha visto y comprobado que es mucho más cómodo para proyectar y cambiar escenarios. También la proyección se utiliza para reforzar la historia que se quiere contar, es decir, que los actores muchas veces se mezclan con la proyección, como vestimentas

### Mappingreconstructivo
El video mapping reconstructivo se usa para restaurar virtualmente un espacio perdido o desplazado de un elemento o conjunto patrimonial.

## Técnicas
Foto métrica y generación del modelo 3D.
- Escáner láser.
- Cámaras fotográficas.
- Lentes fotográficos sin deformación.

Cálculos y mediciones.
- Cálculo isóptico.
- Cálculo de luz.
- Análisis de color de la superficie.
- Cálculo de pixeles y resolución del plano general.
- Diseño de posiciones, potencia y resolución de proyección.

Hardware de reproducción en vivo.
- Fuente (ordenadores, servidores)
- Proyector y lente adecuada.

Software profesional para corrección geométrica y mapeo con interpretación 3D.
- Watchout.
- D3.
- Pandora Box.
- Hippotizer.

Software básico para corrección geométrica y mapeo.
- Madmapper.
- HeavyM.
- Resolume Arena.
- Millumin.
- VDMX.

Software para creación de contenido y efectos.
- After Effects.
- Cinema 4D.
- Blender.
- Adobe Premiere.

## Festivales

### España
- Festival Luz y Vanguardias

### Argentina
- En 2009 se intervino artísticamente el primer rascacielos porteño del Palacio Barolo, ubicado sobre la Avenida de Mayo, en el barrio de Monserrat, con una filmación de formas geométricas, humanas, psicodélicas y artísticas. En respuesta a la convocatoria del gobierno porteño para asistir al encendido del Faro del Bicentenario, restaurado en ese edificio histórico se proyectaron imágenes que mostraban almas fantasmagóricas que deambulaban sin rumbo, mientras se interpretaban diferentes piezas musicales. Para ello se utilizaron 6 proyectores digitales, 4 retroproyectores y técnicas manuales. El proyecto lo llevó a cabo la empresa Al Ver Verás, dedicada a fusionar artes visuales con música en vivo generando experiencias que intervienen el espacio urbano. Ellos comenzaron en 2007 a experimentar con nuevas tecnologías que les permitieran pintar los edificios con luz al ritmo de música propia.[9]
- El 10 de febrero de 2010, bajo la idea de Pablo Baldini, productor general de la empresa marplatense de entretenimientos NA Producciones, unió la conmemoración del aniversario de Mar del Plata con el primero de los festejos por los 200 años de la Revolución de Mayo, en lo que se llamó Bicentenario junto al Mar. La productora realizó el mapping más importante de la Argentina y el primero en toda Sudamérica, sobre la fachada del Hotel Provincial, ubicado en la Rambla de la ciudad de Mar del Plata.[10]

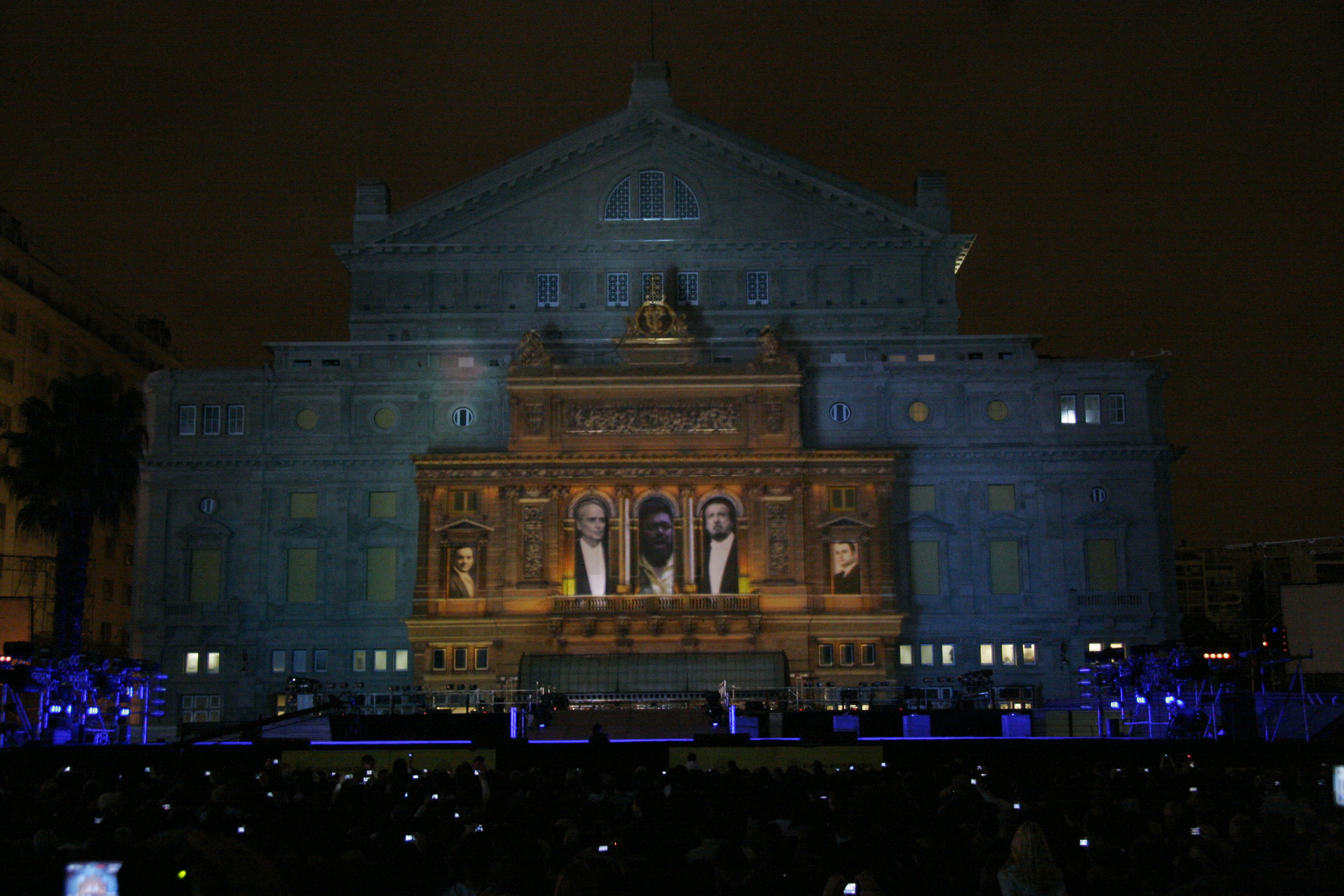
Espectáculo en 3D en la fachada del Teatro Colón

- El 24 de mayo de 2010 a las 19:30, como parte de los festejos del Bicentenario, el Gobierno de la Ciudad de Buenos Aires hizo la reinauguración del Teatro Colón, que había permanecido cerrado por reformas durante 3 años. La artista plástica Silvia Clark estuvo a cargo de la dirección de arte de la proyección en 3D, siendo contratada por la empresa Luque Film, la cual estuvo a cargo de la realización y producción ejecutiva del show.[11] A su vez, esta productora, recibió la invitación de Museos Deportivos, empresa que se encargó de la producción general del espectáculo. El evento se realizó al aire libre en la Avenida 9 de Julio y duró unos 45 minutos, acompañada por la labor de 100 artistas que, desde un escenario ubicado frente a esa fachada del edificio, intervinieron las imágenes de colores que parecían brotar de sus paredes.[12] Nueve proyectores marca Christie de 30.000 ANSI lúmenes fueron traídos de Estados Unidos y en un periodo de 2 meses, se finalizó el documental que recorrió los momentos más importantes de la historia del Teatro.[13]

- Las productoras NA Producciones y Doble A, con la codirección de los directores audiovisuales Francisco Álvaro, Emilia Risol y Joaquín Cortez, produjeron para la Unidad Ejecutora del Bicentenario de la Secretaría General de la Presidencia de la Nación Argentina, un mapping proyectado sobre la fachada del Cabildo durante los festejos del llamado Paseo del Bicentenario. Se proyectaron diferentes imágenes sobre la Historia Argentina en esos 200 años: desde el virreinato del Río de la Plata hasta la actualidad, destacando cuestiones como la inmigración, el centenario, el bombardeo del 55, la década del '70, la lucha de las abuelas de Plaza de Mayo, el retorno de la democracia con la asunción de Alfonsín, entre otros. El evento se realizó el 25 de mayo de 2010 a las 20 en la Plaza de Mayo de la Ciudad Autónoma de Buenos Aires. Tras esta multitudinaria convocatoria, y en el marco de los festejos del Día de la Bandera, la Unidad Bicentenario dependiente de la Secretaría General de la Presidencia informó que las funciones abiertas al público se repitieron los días 19, 20 y 21 de junio de 2010.[14] Los equipos que se utilizaron para crear esta ilusión del show tienen un promedio de 15.000 ANSI lúmenes y el Cabildo fue medido con un dispositivo agrimensor láser que permitió realizar un modelo 3D de la construcción, donde se realizaron de forma virtual las pruebas de las proyecciones de contenido.[15]

- Inspirada en la Nuit Blanche de París y a modo de disfrutar y revalorizar el concepto de la noche de Buenos Aires, el 26 y 27 de marzo de 2011 se desarrolló La Noche en Vela. En distintos barrios porteños de la Ciudad se llevaron a cabo espectáculos y diferentes expresiones artísticas en fachadas, plazas, parques, bares, museos y edificios emblemáticos, con intervenciones que giraron en torno a proyecciones, conciertos de música experimental, danza contemporánea, performances, video mapping, juegos lumínicos en fachadas, clases de tango, murales, cine, video, música, DJ y VJ, literatura, desfile de modas, bailes, circuitos teatralizados y grafitis. Particularmente, el evento imperdible fue un mapping 3D sobre la entrada del Cementerio de la Recoleta, titulado Paradojas sobre el muro. Con la famosa Dama de Blanco como guía y a través de misteriosas proyecciones musicalizadas se recorren sus calles realzando el patrimonio escultórico y arquitectónico que alberga el cementerio.[16]